# Dysonova sféra

Rozkrojený nákres idealizovaného Dysonova obalu, varianty Dysonova původního konceptu, o poloměru 1 AU, vyzařujícím pouze infračervené záření

Dysonova sféra (anglicky Dyson sphere) je hypotetická superkonstrukce, která by umožnila využití absolutně veškeré energie, kterou uvolňuje hvězda. Navrhl ji Američan Freeman Dyson, podle kterého také získala svůj název.
Slunce a celý jeho planetární systém je uzavřen do koule, z jejíž vnitřní stěny je získávána energie a která se dá využít pro případnou kolonizaci a rozšíření využitelné plochy i mimo dosud osídlené planety v celé soustavě. Dysonova sféra je jedním z méně častých témat science-fiction literatury, či pořadů, objevila se ale i například v takových seriálech, jako je Star Trek, ale také v superhrdinském filmu Avengers: Infinity War, který se z části odehrává ve vesmíru.
Dyson také například předpovídal, že podobné struktury by byly logickým důsledkem vzrůstajících energetických požadavků technologicky vyspělé civilizace. Navrhoval tedy, aby se po takových strukturách pátralo za účelem nalezení důkazu o existenci vysoce inteligentního mimozemského života.
Později bylo vytvořeno několik podobných konceptů struktur obklopujících celé hvězdy. Jedním z nich je například vpravo zobrazený koncept hmotného 3 metry silného obalu, který je však považován za nejméně uskutečnitelný.

## Původ koncepce Dysonovy sféry

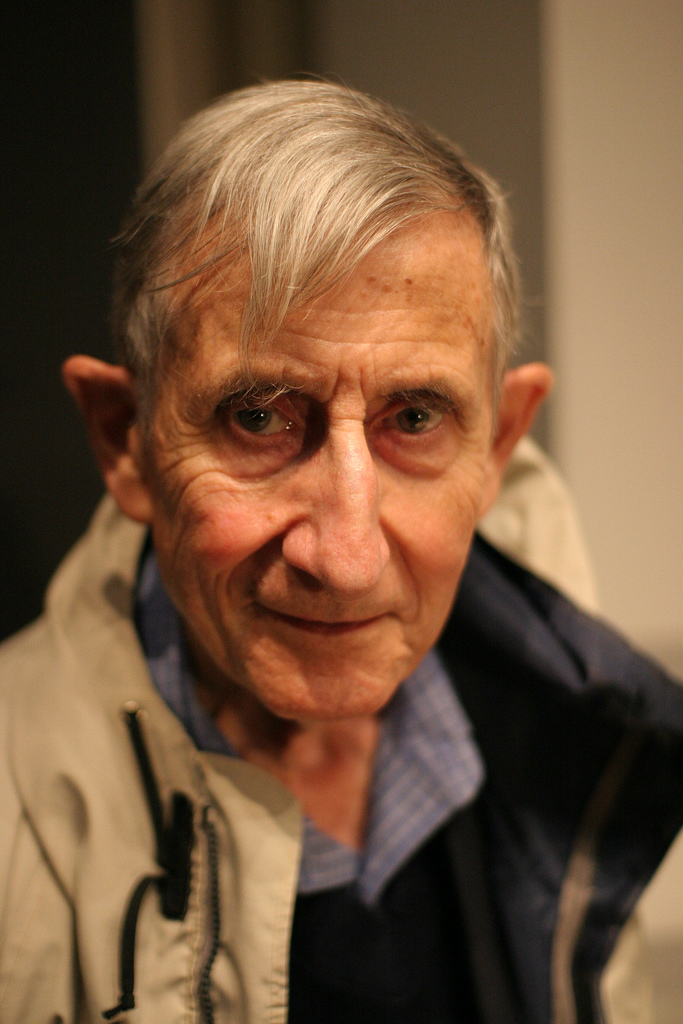
Freeman Dyson v roce 2006.

Autorem koncepce Dysonovy sféry je fyzik a matematik Freeman Dyson, který si uvědomil, že každá civilizace, vyvíjející se podobně jako lidstvo, zvyšuje se svým vývojem nároky na spotřebu energie. Jestliže tato civilizace bude existovat dostatečně dlouho, nastane jednou doba, kdy bude muset využívat veškerou energii své hvězdy. Proto předpokládal, že vytvoří systém struktur obíhajících kolem mateřské hvězdy tak, aby zachytily všechnu energii, kterou tato hvězda vyprodukuje. Dysonovy předpoklady neobsahují detaily, jak tento systém bude zkonstruován, cílem ale je využití veškeré energie mateřské hvězdy.
Dyson své myšlenky Dysonovy sféry publikoval v roce 1959 v textu „Search for Artificial Stellar Sources of Infra-Red Radiation“ (Pátrání po umělých hvězdných zdrojích infračerveného záření), publikovaném v časopise Science. Avšak inspirací pro jeho myšlenky byla sci-fi novela z roku 1937 Star Maker od Olafa Stapledona, a možná i práce britského fyzika J. D. Bernala a sci-fi spisovatele Raymonda Z. Galluna, v jejichž dílech se podobná myšlenka objevila.

## Varianty Dysonovy sféry

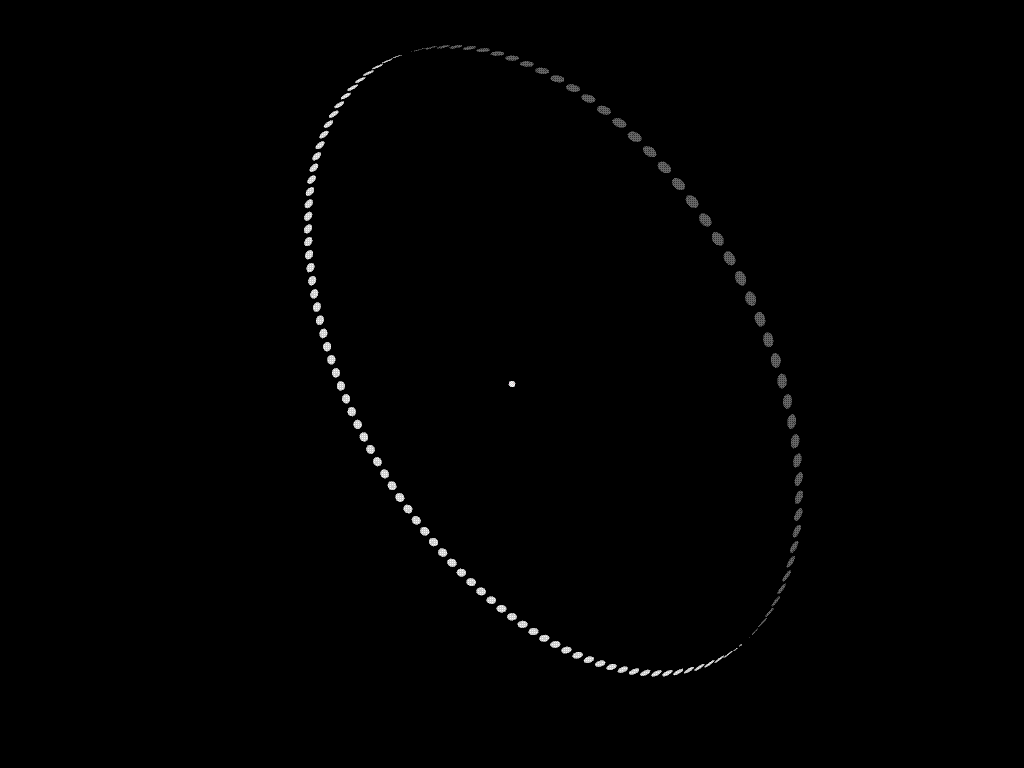
Dysonův prstenec – nejjednodušší forma Dysonova roje. Oběžná dráha má poloměr 1 AU, tělesa mají průměr 1.0×10^{7} km v (~25× vzdálenost Země – Měsíc), a pohybují se na oběžné dráze ve vzdálenosti 3 stupně od sebe

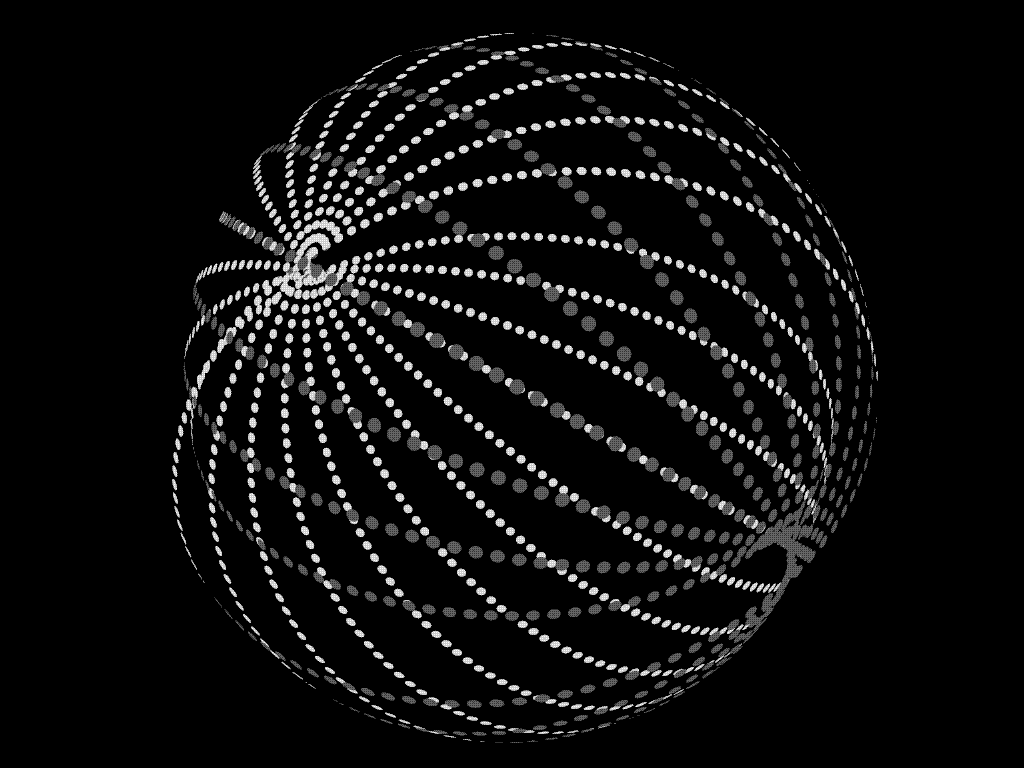
Relativně jednoduché uspořádání mnohonásobného Dysonova prstence je komplikovanějším typem Dysonova roje. Prstence obíhají v různých vzdálenostech od středu oběžné dráhy (vzdálenost se zvyšuje po 1,5×10^{7} km), ale průměrná vzdálenost je opět 1 AU. Prstence jsou navzájem posunuty o 15 stupňů

V mnoha sci-fi příbězích je představa Dysonovy sféry interpretována jako umělá dutá koule z nějaké látky kolem hvězdy (viz schéma v horní části).Tato představa je ale nesprávnou interpretací Dysonova původního pojetí. V odpovědích na dopisy, které vznikly v reakci na jeho článek, Dyson odpověděl, „Pevná skořápka nebo prsten kolem hvězdy je mechanicky nemožný. Formu „biosféry“, kterou jsem nastínil, si představuji z volných těles nebo roje objektů pohybujících se nezávisle na orbitě kolem hvězdy.“

### Dysonův roj
Varianta nejbližší k Dysonovu původnímu pojetí je „Dysonův roj“. Skládá se z velkého množství nezávislých objektů obíhajících kolem hvězdy v husté formaci. Tento přístup ke stavbě Dysonovy sféry má několik výhod: objekty mohou být různé velikosti a designu a taková sféra může být budována jako přírůstková po dlouhé časové období.
Takový roj není ale bez nevýhod. Oběžné dráhy těchto objektů by byly extrémně komplikované, aby nedocházelo ke vzájemným srážkám.
Nejjednodušší takové uspořádání je Dysonův prstenec, ve kterém všechny takové struktury sdílí stejnou oběžnou dráhu.Komplikovanější vzory s více prstenci zadrží více energie z centrální hvězdy, oběžné dráhy musí být uspořádány tak, že některé objekty by byly pravidelně zastiňovány v obdobích, kdy by se oběžné dráhy objektů překrývaly. [5] Další potenciálním problémem je rostoucí ztráta oběžné stability objektů, protože při přidávání dalších objektů se zvyšuje pravděpodobnost odchylek ostatních objektů od oběžných drah.
Dysonův roj by ovlivnil světlo vydávané hvězdou do okolí, ale je nepravděpodobné, že by takové ovlivnění bylo kompletní. Část přirozeného světla hvězdy by bylo ještě přítomno ve světelném spektru soustavy.

### Dysonova skořápka
Variantou Dysonovy sféry nejčastěji zobrazovanou v beletrii je „Dysonova skořápka“ – jednotná pevná skořápka z pevné látky kolem hvězdy (viz schéma v horní části textu).[6] Na rozdíl od Dysonova roje by taková struktura kompletně změnila světlo vydávané hvězdou do okolí a zadržela by 100 % energetického výkonu hvězdy. Taková struktura také poskytuje ohromný povrch, který by mohl být využit pro život, pokud by byl upraven tak, aby byl obyvatelný. Kulovitá skořápka Dysonovy sféry v naší sluneční soustavě, s poloměrem jedné astronomické jednotky, by měla povrchovou plochu přinejmenším 2,72×1017 km2. Tato plocha by byla asi 550 milionkrát větší, než plocha povrchu Země. Tato sféra by byla schopna zadržet výkon Slunce 4×1026 wattů.
Dysonova sféra s pevnou skořápkou má však několik vážných teoretických potíží:
Zatím není znám dostatečně pevný materiál, ze kterého by mohla být taková konstrukce postavena. Taková skořápka by neměla žádné gravitační působení spojující ho s uzavřenou hvězdou, a mohla se přesouvat bez ohledu na centrální hvězdu. Pokud by takové přesuny nebyly korigovány, mohly by nakonec mít za následek srážku mezi sférou a hvězdou. Takové struktury by potřebovaly buď nějakou formu pohonu působící těmto pohybům, nebo nějaký způsob odpuzování povrchu sféry od hvězdy.

### Dysonova bublina

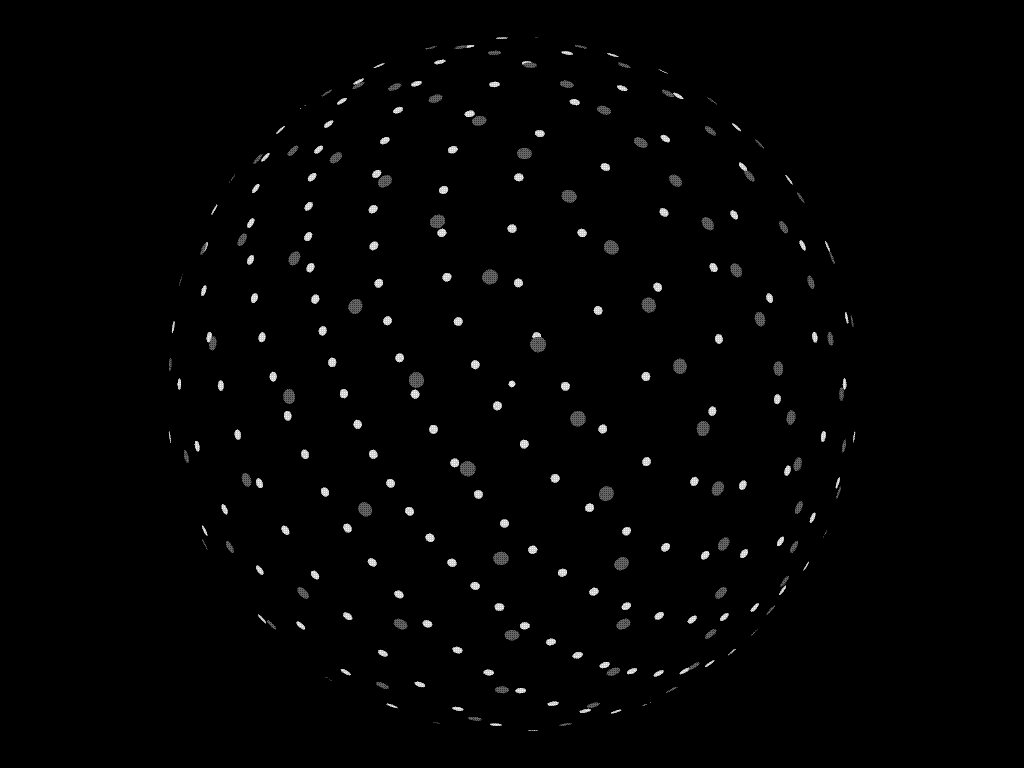
Dysonova bublina: uspořádání vrstev kolem hvězdy. Objekty jsou uspořádány v jednotné vzdálenosti 1 AU

Třetí typ Dysonovy sféry je „Dysonova bublina“. Podobně jako Dysonův roj by se skládala z mnoha nezávislých objektů a podobně jako Dysonův roj by mohla být vybudována přírůstkově. Na rozdíl od Dysonova roje nejsou objekty na oběžné dráze kolem hvězdy, ale jsou uspořádány ve vrstvách umístěných na určitých místech za použití obrovských lehkých plachet. Ty využívají radiačního tlaku proti působení gravitační síly hvězdy. Takové objekty by se nemohly navzájem zastínit ani by nebylo nebezpečí srážky. Objekty by byly úplně nehybné vzhledem k hvězdě a nezávislé na sobě navzájem.

## Proveditelnost
Přestože je tato megastavba teoreticky proveditelná, tak stavba stabilního Dysonova systému v jakékoliv podobě je mimo lidské schopnosti a kapacity. Počet zařízení potřebný pro vybudování, využívání a kompletaci Dysonova systému dalece přesahuje průmyslové kapacity, stejně tak jako kapacity zdrojů.
Množství zdrojů potřebné pro postavení systému sbírajícího jen 1/3 energie slunce odpovídá zhruba množství zdrojů, které je možné získat rozložením celé planety Merkur. Na Dysonovu sféru je navíc potřeba materiál rozebráním tolika planetárních soustav, kolik metrů tloušťky by Dysonova sféra měla.